# The Summer Girl
The Summer Girl er en amerikansk stumfilm fra 1916 af Edwin August.

## Medvirkende
- Mollie King som Mary Anderson.
- Arthur Ashley som Bruce Haldeman.
- Dave Ferguson som Smythe Addison.
- Ruby Hoffman som Katheryn Green.
- Harold Entwistle som Mr. Anderson.